# Bledzewka
Bledzewka (niem. Forsthaus Blesen) – osada leśna w Polsce położona w województwie lubuskim, w powiecie międzyrzeckim, w gminie Bledzew. Miejscowość wchodzi w skład sołectwa Stary Dworek.
W latach 1975–1998 miejscowość położona była w województwie gorzowskim.